# Беляев, Борис Владимирович
Борис Владимирович Беляев (1917, Калуга — 19 февраля 1945, Познань) — майор Рабоче-крестьянской Красной Армии, участник Великой Отечественной войны, Герой Советского Союза (1945).

## Биография
Борис Беляев родился в июне 1917 года в Калуге в семье служащего. Окончил Московский институт физической культуры. В июне 1941 года был призван на службу в Рабоче-крестьянскую Красную Армию. В 1943 году вступил в ВКП(б). К январю 1945 года гвардии майор Беляев командовал стрелковым батальоном 246-го гвардейского стрелкового полка 82-й гвардейской стрелковой дивизии 8-й гвардейской армии 1-го Белорусского фронта. Отличился во время Варшавско-Познанской наступательной операции.
14 января 1945 года батальон под командованием Беляева прорвал немецкую оборону и 17 января ворвался в город Рава-Мазовецкая. В бою за Лодзь Беляев получил ранение, но остался в строю и продолжил командовать батальоном. 19 февраля 1945 года во время штурма Познанской крепости погиб. Похоронен в братской могиле в центре Познани.
Указом Президиума Верховного Совета СССР от 24 марта 1945 года за «умелое командование стрелковым батальоном, образцовое выполнение боевых заданий командования на фронте борьбы с немецко-фашистскими захватчиками и проявленные при этом мужество и героизм» гвардии майор Борис Беляев посмертно был удостоен высокого звания Героя Советского Союза.
Был также награждён орденами Ленина и Отечественной войны 2-й степени.

## Память
- В память Беляева названа улица в Калуге[3][1].
- На стене здания школы-интерната № 1 г. Калуги (ул. Кутузова, д. 18) установлена мемориальная доска с барельефом Б. В. Беляева. В этом здании, в стенах бывшей школы № 7, учился будущий герой[4].